# Андриановская (Холмогорский район)
Андриановская — деревня в Холмогорском районе Архангельской области России.

## География
Находится в центральной части Архангельской области на расстоянии приблизительно 7 км на север по прямой от административного центра района села Холмогоры на северо-западе острова Ухтостров в нижнем течении реки Северная Двина.

## История
Деревня известна с 1678 года, когда здесь было учтено 12 жителей мужского пола.
До 2022 года входила в Ухтостровское сельское поселение до его упразднения.

## Население
| 2002 | 2010 | 2012 |
| ---- | ---- | ---- |
| 83   | ↘54  | ↗58  |

### Национальный состав
Согласно результатам переписи 2002 года, в национальной структуре населения русские составляли 97 % из 84 человек.

## Известные уроженцы, жители
Колтовая, Екатерина Михайловна (1922—1984) — доярка колхоза имени Димитрова Холмогорского района Архангельской области. Герой Социалистического Труда (17.06.1949).